# Toyota S-FR
Le Toyota S-FR est un concept car de coupé 2 portes / 2 places présenté par Toyota au Salon de Tokyo 2015,. Il préfigure un futur petit coupé à 2 places.

## Historique
Pour son nom, "S" signifie "Sport" et "FR" signifie "Front engine/Rear Drive" ("moteur à l'avant et transmission à l'arrière"). Cette appellation donne à ce concept une source de plaisir de conduite grâce à un bon équilibre des masses, entre autres.